# Scopula argillacea
Scopula argillacea är en fjärilsart som beskrevs av Louis Beethoven Prout 1913. Scopula argillacea ingår i släktet Scopula och familjen mätare. Inga underarter finns listade.